# Kwon Eun-ju
Kwon Eun-ju (권은주; * 23. Oktober 1977) ist eine südkoreanische Langstreckenläuferin.
Am 11. Oktober 1997 stellte sie in Seoul mit 16:07,52 min einen nationalen Rekord über 5000 m auf, und am 26. desselben Monats siegte sie beim Chuncheon-Marathon mit dem aktuellen Marathon-Landesrekord von 2:26:12 h.
2001 siegte sie erneut in Chuncheon in 2:31:33.